# Kadusonnappanahalli, Bangalore South
Kadusonnappanahalli là một làng thuộc tehsil Bangalore South, huyện Bangalore Urban, bang Karnataka, Ấn Độ.